# Заколодный, Александр Владимирович
Алекса́ндр Влади́мирович Заколо́дный (укр. Олександр Володимирович Заколодний; 8 апреля 1987, Харьков — 21 января 2023, Соледар) — украинский альпинист и военнослужащий, старший солдат, участник российско-украинской войны. Герой Украины (2023, посмертно).

## Биография
Родился и проживал в Харькове. Окончил Харьковскую государственную академию физической культуры. Увлекался туризмом и альпинизмом, работал тренером в харьковском скалолазном центре «Вертикаль». С 2020 года занимал должность председателя комитета альпинизма Федерации альпинизма и скалолазания Украины и был вице-президентом этой организации.
Участвовал в трёх экспедициях на восьмитысячники.
С началом полномасштабного вторжения России в Украину в 2022 году эвакуировал семью во Львов, а сам вернулся в Харьков, где помогал с эвакуацией людей. Служил в территориальной обороне, затем присоединился к спецподразделению «Kraken» и отправился на передовую.
Погиб 21 января 2023 года вместе с другом Григорием Григорьевым во время боёв за город Соледар. Похоронен на Аллее Славы в Харькове. У него остались жена и четверо детей.

## Награды
- Звание «Герой Украины» с удостоением ордена «Золотая Звезда» (2023, посмертно) — за личное мужество и героизм, проявленные в защите государственного суверенитета и территориальной целостности Украины, верность военной присяге.